# Florian Henckel von Donnersmarck
Florian Maria Georg Christian Graf Henckel von Donnersmarck (ur. 2 maja 1973 w Kolonii) – niemiecki reżyser, scenarzysta i producent filmowy, twórca głośnego obrazu Życie na podsłuchu. Laureat Oscara.

## Życiorys
Pochodzi z nakielsko-ramułtowickiej linii górnośląskiego rodu hrabiów i książąt Henckel von Donnersmarck. Jest synem Leo Ferdinanda (1935–2009) urodzonego w Bytomiu  i Anny von Berg, oraz prawnukiem Edwina (1865–1929) urodzonego w Ramułtowicach. Wczesne dzieciństwo spędził mieszkając w wielu miastach: Berlinie, Frankfurcie nad Menem, Brukseli i Nowym Jorku.
Po maturze przez dwa lata studiował w ówczesnym Leningradzie (dziś Petersburg) język rosyjski i przez krótki czas był nauczycielem tego języka. W latach 1993–1996 studiował na Uniwersytecie Oksfordzkim filozofię, nauki polityczne i ekonomię polityczną. W nagrodę za wygranie konkursu filmowego uzyskał możliwość asystowania Richardowi Attenborough podczas realizacji filmu Miłość i wojna (o pierwszej, młodzieńczej miłości Ernesta Hemingwaya). Następnie studiował w Wyższej Szkole Telewizji i Filmu w Monachium. Tam reżyserował dwa filmu krótkometrażowe: Dobermann (1998) i Der Templer (2001). Wiosną 2006 do kin niemieckich wszedł jego pierwszy pełnometrażowy film Życie na podsłuchu. Niecały rok później obraz ten otrzymał Oscara w kategorii: „Najlepszy film nieanglojęzyczny”.
W 2007 został członkiem AMPAS (The Academy of Motion Picture Arts and Sciences).
Małżeństwo
Florian jest żonaty z Christiane Asschenfeldt, ma z nią troje dzieci: córkę – Larę Cosimę (ur. 2003) oraz synów – Leo Sylwestra (ur. 2005) i Alexisa Jaguara (ur. 2007).

## Filmografia
- 1997 Mitternacht (krótkometrażowy) – reżyser, scenarzysta, producent
- 1998 Das Datum (krótkometrażowy) – reżyser, scenarzysta, producent
- 1999 Dobermann (krótkometrażowy) – reżyser, scenarzysta, producent
- 2002 Der Templer (krótkometrażowy) – współreżyser
- 2003 Petits mythes urbains (krótkometrażowy) – reżyser
- 2005 Życie na podsłuchu (Das Leben der Anderen) – reżyser, scenarzysta, współproducent
- 2010 Turysta (The Tourist) – reżyser, scenarzysta
- 2018 Obrazy bez autora (Werk ohne Autor) – reżyser, scenarzysta

## Nagrody
- 2000 Nagroda Maxa Ophülsa za film Dobermann
- 2000 Shocking Shorts Award Universal Studios (Filmfest München) dla filmu Dobermann
- 2002 Eastman-Förderpreis dla najbardziej obiecującego reżysera młodego pokolenia (Internationale Hofer Filmtage) za film Der Templer
- 2005 Bawarska Nagroda filmowa dla filmu Życie na podsłuchu w kategoriach: „Najlepszy scenariusz” i „Najbardziej obiecujący reżysera młodego pokolenia”
- 2006 Europejska Nagroda Filmowa dla filmu Życie na podsłuchu w kategorii najlepszy film, najlepszy scenariusz.
- 2006 Bernhard-Wicki-Filmpreis – Die Brücke – Der Friedenspreis des Deutschen Films dla filmu Życie na podsłuchu
- 2006 Niemiecka Nagroda filmowa dla filmu Życie na podsłuchu w kategorii najlepszy reżyser, najlepszy scenariusz
- 2006 Nagroda Autorów na Konferencji w Kolonii
- 2007 Oscar dla filmu Życie na podsłuchu za najlepszy film nieanglojęzyczny
- 2008 Nagroda BAFTA dla filmu Życie na podsłuchu za najlepszy film zagraniczny
- 2008 César dla filmu Życie na podsłuchu za najlepszy film zagraniczny

## Odznaczenia
- Bawarski Order Zasługi
- Order Zasługi Nadrenii Północnej-Westfalii